# Loving You (canção)
Loving You - (Jerry Leiber - Mike Stoller) é uma canção popular romântica que fez parte da trilha sonora do filme homônimo de Elvis Presley gravado e lançado em 1957. Foi lançada pela primeira vez em single com "Teddy Bear" no "lado B" no mês de junho de 1957. O single "Teddy Bear/Loving You" foi curiosamente o primeiro single de Elvis lançado pela RCA na Grã-Bretanha na data de julho de 1957. Alcançou #15 no Hot Country Songs, #20 no Billboard Hot 100, e #24 no UK Singles Chart em 1957.
Esta canção possui duas versões, uma em versão acústica, lenta, estilo balada, só voz e violão, apresentada por Elvis em uma cena do filme, e uma em um ritmo mais acelerado.
A letra retrata uma declaração de amor, onde o locutor pede à pessoa amada, que não duvide de seu sentimento.
Em 2005, foi regravada pelo cantor brasileiro Roberto Carlos em seu álbum  homônimo.